# مايوفدج براونيز
مايوفدج براونيز هي عبارة عن كعكة شوكولاتة أحد مكوناتها المايونيز ولهذا السبب سميت بهذا الاسم (مايوفدج براونيز).

## المكونات
- دقيق.
- مسحوق الخبيز (بيكنج باودر).
- سكر.
- شوكولاته.
- بيض.
- جوز.
- مايونيز.
- فانيلا.
- ملح.

## طريقة التحضير
1. تخلط كوب من الشوكولاتة السايحة مع كوب من السكر مع 2/1 كوب من المايونيز (بالطعم العادي) ويضاف إليها بيضتان مع الفانيلا ويخلط حتى تصبح مزيجا ناعما.

1. يخلط 4/3 كوب دقيق مع 2/1 ملعقة صغيرة من البيكنج باودر و 4/1 ملعقة صغيرة من الملح ويخلط ثم يضاف إلى المزيج الأول ويخلط حتى تمتزج تماما ثم يضاف إليها الجوز.

1. يوضع المزيج في صينية الفرن المدهونة بالزيت ويخبز لمدة 35 دقيقة في درجة حرارة 180 درجة، ثم يبرد ويقطع إلى مربعات.